# Дървото на живота (филм)
„Дървото на живота“ (на английски: The Tree of Life) е американска експериментална фентъзи драма от 2011 година на режисьора Терънс Малик по негов собствен сценарий.

## Сюжет
В основата на сюжета са спомените на мъж на средна възраст от неговото детство в Тексас от 50-те години на 20 век, описани на фона на разказ за формирането на Вселената и появата и края на живота на Земята.

## В ролите
| Изпълнител      | Роля              |
| --------------- | ----------------- |
| Брад Пит        | Г-н О'Брайън      |
| Шон Пен         | Джак О'Брайън     |
| Джесика Частейн | Г-жа О'Брайън     |
| Тай Шеридан     | Стив О'Брайън     |
| Кари Мачет      | бившата на Джак   |
| Джоана Гоинг    | Съпругата на Джак |
| Майкъл Шауърс   | Г-н Браун         |

## Награди и номинации
Филмът печели Златна палма на фестивала в Кан и е номиниран за „Оскар“ за най-добър филм, режисура и операторска работа.